# Aaron Krickstein
Aaron Krickstein (n, 2 de agosto de 1967 en Ann Arbor, Estados Unidos) es un exjugador de tenis estadounidense. En su carrera conquistó 9 torneos a nivel ATP y su mejor posición en el ranking fue N°6 en febrero de 1990. Llegó a las semifinales del Abierto de Australia 1995 y del Abierto de Estados Unidos 1989.